# Jean-Marie Leau
Jean-Marie Leau est un auteur-compositeur-interprète français, guitariste de formation .
Jean-Marie Leau est un des spécialistes français les plus sollicités en France pour son travail de chef de choeur avec la chorale, amateur, comme "Les Voisins du dessus" créée il y a plus de 20 ans, ou professionnelles, avec les "Enfoirés font leur cinéma", le chœur de l'Opéra de Monaco qu'il invite volontiers à revisiter des chansons pop, ou enfin 600 enfants qu’il dirige aux Chorégies d'Orange.
Jean-Marie Leau a une passion particulière pour le « chanter ensemble » et ce « faiseur d’événements sociaux culturels en chanson » est stimulé par le bien-être au service de chacun (une ). Chanteurs amateurs ou professionnels, Jean-Marie Leau fédère et révèle des personnalités de toutes conditions, de toutes générations confondues. On peut apprécier par exemple,  sa capacité à œuvrer dans l'émission "Le Chœur du Village" qui fut diffusée sur France 3.

## Musique à l'image
Jean-Marie Leau consacre ses premières années professionnelles à la musique pour l’image. La télévision fait appel à lui pour composer mais aussi concevoir des design sonores et des habillages (films cinéma, téléfilms, séries, documentaires, films d’animation et magazines). Au total plus de deux cents programmes à ce jour.
Cette activité est à l’origine de sa rencontre avec le metteur en scène Jacques Malaterre. Il compose avec Louis Dandrel la bande originale du documentaire Homo sapiens diffusé en 2006qui a bénéficié d’une audience record.

## Supervision musicale
Jean-Marie Leau fonde également les éditions musicales de la société 17 juin média qui produit notamment les émissions de télévision Faites entrer l’accusé et Le Magazine de la santé.
Il est le compositeur du générique de la célèbre émission du jeu grattage Le Millionnaire.
Il fonde avec Raphaël Tidas le groupe Mister Sun, qui signe en 2006 la bande originale de la série Cœur Océan, diffusé sur France 2.

## Chorales
Chef de chœur pour l'émission Le Chœur du village diffusée en prime time au printemps 2013 sur France 3.
Fondateur de la chorale Les Voisins du Dessus, chorale interactive qui participe notamment au spectacle Les Enfoirés font leur cinéma au Palais omnisports de Bercy en 2009.
Réalisateur et compositeur des albums Les Voix Basques (2013) et Les Voix Basques Berriz (2014) avec Anne Etchegoyen et le chœur Aïzkoa certifié disque d’or

## Chanson
Créateur de chansons, il signe avec Marie Laforêt l’album Reconnaissances, réalise celui de Georges Moustaki Tout reste à dire, celui de Henri Dès Polysongs, et crée un ensemble vocal (qualifié de « atypique »), « Les Voisins du Dessus », à qui on doit outre des concerts l’album Variété de Chanteurs chez Naïve Records. 
Il coécrit le conte musical Sol En Cirque (Warner) avec Zazie et Vincent Baguian, qui réunit une vingtaine d’artistes dont Alain Souchon, Claude Nougaro, Carla Bruni, Christophe ou encore Francis Cabrel.
Un second conte musical voit le jour en 2007 chez Harmonia Mundi, Aimé et la Planète des Signes. Il associe Carla Bruni (qui interprète en outre le rôle de Maud Amour sur la version album) et Henri Dès à la création des chansons. Au profit de la Chaîne de l'espoir, avec les participations de Jean-Pierre Foucault, Mélissa Theuriau, Yves Lecoq, Michel Cymes, Carole Gaessler et Laure Illouz, à l'affiche du Théâtre du Jardin d'acclimatation (Paris) à partir du 26 novembre 2008.

### Chroniques
Il est chroniqueur musical pour Le Magazine de la santé de 2010 à 2015 sur France 5.

### Publication
Naître et grandir en musique – De la conception de l'enfant à son éveil musical, Paris, Éditions Télémaque, 2016, 160 p. (ISBN 978-2-7533-0276-1), avec Sophie Adriansen,